# Стратег

Погон стратега Грецької армії

Страте́г (грец. στρατηγός) — в давньогрецьких полісах з кінця 6 до середини 1 століття до н. е. посада головнокомандувача військом, що також завідував зовнішніми справами держави і частково фінансами, включаючи судову владу по всіх вказаних галузях управління.
У пізнішому та сучасному розумінні стратег — полководець, керівник масштабних військових операцій.

## Стратеги Греції
Посада стратега була усюди у Греції: існують відомості про існування її в іонійських містах Малої Азії (в кінці VI століття), в Аргосі, де було 5 стратегів, в Сиракузах, Беотії тощо. Крім того, згадуються стратеги як представники союзів (аркадського, акарнанського, епірського, ахейського, етольського, фессалійського та ін.).
В Єгипті при Птолемеї і в епоху римського панування стратеги були намісниками номів і підпорядковувались епістратегам трьох округів Єгипту.

В Афінах посада стратега була вищою державною посадою завдяки можливості впливати на законодавство та праву обіймати посаду кілька разів поспіль (наприклад, Перикл був стратегом 15 років поспіль, Фокіон Афінський — 45 разів протягом життя). З часу Клісфенова законодавства стратегів було десять. Крім звичайної кваліфікації, яка пред'являлась до всіх афінських магістратів, стратег повинен був мати власність в Аттиці та законних синів у віці не молодше 10 років.
Стратегами обиралися звичайно особи старше 40 років. У часи Клісфена стратеги обиралися за філами, з кожної по одному, в 4 ст. до н. е. вибори стратегів відбувалися на народному зібранні. В день вступу на посаду стратеги приносили присягу, після складення посади вони звітували. Крім того у кожній пританії проводилось повірочне голосування (грец. έπιχειροτονία) для службової ревізії. Якщо щодо кого-небудь голосування давало негативний результат, справа розглядалася в народному суді і пропорційно до вини призначалося покарання. У випадку виправдання стратег знову вступав на свою посаду.
Найважливішим серед усіх було право стратега скликати народні збори, яке за пропозицією стратега затверджувало кошторис військового відомства і вирішувало багато питань зовнішньої політики (укладання договорів, оголошення війни тощо). Крім законодавчих функцій, стратеги мали широке коло адміністративних обов'язків військового, судового та фінансового характеру. Вони проводили набір війська з громадян і союзників, були виконавцями договорів, дбали про дотримання клятв та релігійних формальностей при укладанні договорів, розпоряджалися кошторисними сумами, відповідали за постачання хліба до Афін, призначали триєрархів, вели процеси, пов'язані з розподілом триєрархічної повинності, мали верховний нагляд за діяльністю сімморій і розбирали спірні справи про стягнення прямої податі на військові потреби.
Крім керівництва згаданими процесами, стратеги мали кримінальну юрисдикцію у військових справах (за звинуваченням у неучасті в поході, дезертирстві, боягузтві) і право накладати покарання, включаючи смертну кару (за зраду), а також нагороджувати. За поданням стратега ховали за рахунок держави осіб, що гинули на полі битви.
Як розподілялися ці функції між членами колегії точно невідомо. За Арістотелем (Άφηναίων πολιτεία с. 61), один з стратегів (імовірно — вищий) обирався до гоплітів, один — для охорони країни, два для Пірея, один для симморій, інші п'ять посилалися в похід, якщо того вимагали обставини. Згадуються ще стратеги для приготувань до війни, для найманих військ, для флоту.
Зовнішніми знаками відмінності стратегів були хламіда і вінок. Вони мали почесне місце в театрі, брали участь у процесії на Панафінейському святі. За виняткові здібності ще за життя стратегів увіковічували у статуях. У випадках особливо важливих і під час небезпечних війн стратеги отримували ще більші повноваження і могли діяти самостійно, без попереднього рішення і згоди ради та народних зборів.

### Найвідоміші давньогрецькі стратеги
- Фукідід
- Перикл
- Фокіон Афінський
- Арістід
- Фемістокл
- Мільтіад
- Кімон — син Мільтіада.
- Алківіад
- Клеон

### Сучасний вжиток
У сучасній грецькій армії стратег є найвищим офіцерським військовим званням. Його може здобути командувач Генерального штабу національної оборони Греції за умови, що попередньо він досяг звання генерала армії. Александрос Папагос — єдиний в Греції полководець, який 28 жовтня 1949 одержав вище військове звання стратега.
Грецьке звання стратега відповідає званню маршала.